# Підлетейчук Петро Андрійович
Петро Підлетейчук (псевдо: «Спартак», «Кармелюк»;15 вересня 1930, с. Хімчин, Косівський район, Станіславська область, Польська Республіка — український громадський і військовий діяч, письменник. Активний діяч УПА, учасник Норильського повстання, в'язень радянських таборів. Очільник організації Братства ОУН-УПА, дійсний член Спілки офіцерів та Українського Козацтва. Автор книг «За спалену хату, за зрубаний сад…» та «За усміх Світанку».
У 1952 році Підлетейчука заарештувала радянська влада, внаслідок чого той був засуджений до розстрілу та дев'ять місяців провів у камері смертників. Врятувала повстанця смерть Сталіна, після якої вирок був замінений на 10 років таборів. Звільнившись 1962 року, його продовжували переслідувати радянські органи безпеки, регулярно викликаючи на допити аж до часів відновлення незалежності України.

## Життєпис
Патріотизм молодому хлопцю прищепив батько, котрий був стрільцем Української Галицької Армії. Виконуючи прості завдання з поширення агітаційних листівок, став виконуючим обов'язки пропаганди всієї Коломийської округи. Зброю в руки взяв лиш у 1952 році, будучи двадцятирічним студентом, оскільки зрозумів — за ним стежать чекісти.
Згодом, внаслідок зради одного з товаришів, Підлетейчук разом з іншими підпільниками був заарештований. Всіх засудили до смертної кари. Як пізніше згадував бієць:
«Із шістдесяти чоловік нашої групи „київського процесу“ залишилося сім. Якось пізно ввечері тихо відчинилася дверна „кормушка“, і показались козацькі вуса: немолодий наглядач-фронтовик поманив мене пальцем до себе і прошепотів: „Помер Сталін. Так що, може, тебе не розстріляють“. Я довго стояв біля дверей, вірив і не вірив… Але все-таки стало приємно, що і в цій катівні були люди з добрим серцем. Ми залишилися живі».
Підлетейчук сподівавсь на краще, втім через кілька днів почув вирок, згідно з яким вищу міру покарання замінено на 25 років каторги, 5 з яких в колонії суворого режиму.
Норильське повстання закінчилось невдачею і Підлетейчук провів у сибірських таборах ще понад 7 років. Влітку 1960 року отримав довідку про звільнення, однак ще деякий час був змушений працювати на шахтах Донбасу.
Навіть повернувшись до Хімчина працівники КДБ не припиняли допити, що тривали ще понад 20 років. Спокій настав лиш з настанням Незалежності України.
В 1970 році одруживсь із жінкою на ім'я Марія. І хоча, на жаль, вона давно померла, чоловік не впадає у відчай; тішиться, що прожив з нею життя та виростив двох синів — Петра та Андрія. Другий нині захищає Україну в лавах Збройних Сил.

## Російське вторгнення (2022)
З початком повномасштабного вторгнення Російської Федерації на територію України, ветеран підтримав збір коштів для 12-ї бригади спеціального призначення НГУ «Азов» і разом з командиром бригади «Редісом» поставив підписи на прапорах, що були розіграні між учасниками збору.